# Оскар ван Дилен
Оскар ван Дилен (хол. Oscar van Dillen; Хертохенбос, 25. јун 1958) холандски је музичар и композитор.

## Биографија
Ван Дилен је студирао северноиндијску класичну музику (ситар, табла, вокалну музику) са Џамалудином Бартијом на Тритантри факултету у Амстердаму и бансури са Гурбачаном Сингом Сачдевом у музичкој школи за бансури на Берклију, Калифорнија од 1977. до 1980. године, као и класичну и џез флауту на Свелинк Конзерваторијуму у Амстердаму између 1982. и 1984. године. Тамо је такође похађао наставу код Мише Менгелберга из композиције.
Након студија средњовековне и ренесансне музике са Полом ван Невелом у Левену (Белгија), студирао је класичну композицију са, између осталих, Диком Рајмејкерсом и Хилијусом ван Бергајком на Конинклајк Конзерваторијуму у Хагу 1990. и 1991. године, а са Клас де Врисом, Петер-Јаном Вагемансом и Ренеом Ујленхутом на Конзерваторијуму у Ротердаму од 1996. до 2002. Такође је студирао композицију са Манфредом Тројаном на Роберт Шуман колеџу у Диселдорфу 2001. године, где је похађао предавања Луца Хербига из дириговања.
Ван Дилен предаје композицију светске музике као и на катедри за музичку теорију џеза, попа и светске музике на Конзерваторијуму у Ротердаму, где тренутно живи.
Септембра 2003. године, Ван Дилен је издао свој први ЦД, de Stad (у преводу, Град) за издавачку кућу Cybele Records.
Децембра 2006. године, присуствовао је првом регионалном скупу Викимедије који је одржан у Дому омладине, Београд. Том приликом је одржао врло успешно предавање.

## Одабрана дела
- (1996)
- за једног перкусионисту (1996)
- за барокну гитару (1996)
- за ансамбл (1997)
- соло за кларинет (1998)
- дует (1998)
- за ансамбл (1998)
- за женски хор (1999)
- (1999)
- соло за виолончело (1999)
- за клавир (2000)
- за клавир (2000)
- за троје покретних тромбониста (2001)
- за велики оркестар (2001)
- за  са свирачем (2002)
- соло за репер и ансамбл (2002)
- за ансамбл (2003)
- за синтисајзер (2004)
- за виолину, виолончело и бајан (2004)